# Josefa Masegosa Gallego
 (avril 2025).
Pour les articles homonymes, voir Gallego.
Josefa Masegosa Gallego (née le 22 novembre 1957 à Oria) est une astronome espagnole.